# Élections municipales de 1945 dans la Loire-Inférieure
Les élections municipales dans la Loire-Inférieure ont eu lieu les 29 avril et 13 mai 1945.

## Maires sortants et maires élus
| Commune                      | Population | Maire élu                      | Parti | Parti      |
| ---------------------------- | ---------- | ------------------------------ | ----- | ---------- |
| Ancenis                      | 4 149      | Charles Lubineau               |       |            |
| Avessac                      | 2 845      | Charley Roy                    |       |            |
| Blain                        | 5 851      | Jean Simon                     |       |            |
| Bouguenais                   | 4 162      | Alexandre Gendron              |       |            |
| Campbon                      | 2 531      | Henri Le Cour-Grandmaison      |       | PRL        |
| Carquefou                    | 2 635      | Albert de Montbeillard         |       | PRL        |
| Châteaubriant                | 8 271      | Paul Huard                     |       | DVD        |
| Clisson                      | 3 051      | Constant Pallard               |       |            |
| Couëron                      | 8 886      | Fernand Doceul                 |       | SFIO       |
| Le Croisic                   | 2 721      | Charles Nourry                 |       |            |
| Derval                       | 2 712      | Théophile Pigrée               |       |            |
| Donges                       | 2 896      | Armand Morvan                  |       | SE         |
| Escoublac                    | 6 115      | René Dubois                    |       | PRL        |
| Fay-de-Bretagne              | 2 581      |                                |       |            |
| Guenrouet                    | 2 918      | Joseph Chatelier               |       |            |
| Guémené-Penfao               | 5 608      | Henri Fournis                  |       | DVD        |
| Guérande                     | 6 163      | Émile Pourieux                 |       | DVD        |
| Herbignac                    | 3 325      | Jacques Chombart de Lauwe      |       | PRL        |
| Héric                        | 3 054      |                                |       |            |
| Indre                        | 4 244      | Pierre Ridel                   |       | SFIO       |
| Legé                         | 3 560      | Bernard Dupuy                  |       |            |
| Le Loroux-Bottereau          | 3 069      | Roger Jannin                   |       |            |
| Machecoul                    | 3 532      | Augustin Dutertre de La Coudre |       |            |
| Missillac                    | 3 170      | Hedwige de Montaigu            |       |            |
| La Montagne                  | 3 441      | Alphonse Tramblay              |       | SFIO       |
| Montoir-de-Bretagne          | 3 592      | Marcel Vivien                  |       |            |
| Nantes                       | 195 185    | Jean Philippot                 |       | PCF (app.) |
| Nort-sur-Erdre               | 4 182      | Louis Mérand                   |       |            |
| Nozay                        | 3 338      | Joseph Ferré                   |       | UDSR       |
| Orvault                      | 2 924      | Thomas Kergrohen               |       |            |
| Plessé                       | 4 264      | Pierre Geffriaud               |       | DVD        |
| Pontchâteau                  | 4 518      | Maurice Sambron                |       |            |
| Pornichet                    | 2 691      | Achille Bertoye                |       |            |
| Rezé                         | 13 499     | Arthur Boutin                  |       | SFIO       |
| Saffré                       | 2 631      | Pierre Mabit                   |       |            |
| Saint-Brevin-les-Pins        | 3 387      | Ely Merceron                   |       |            |
| Saint-Herblain               | 4 678      | Alfred Corlay                  |       |            |
| Saint-Joachim                | 3 963      |                                |       |            |
| Saint-Julien-de-Concelles    | 2 764      | Théophile Bretonnière          |       |            |
| Saint-Nazaire                | 43 281     | François Blancho               |       | SFIO       |
| Saint-Philbert-de-Grand-Lieu | 3 168      | Pierre de La Robrie            |       | PRL        |
| Saint-Père-en-Retz           | 2 549      | Alexandre Moriceau             |       |            |
| Saint-Sébastien-sur-Loire    | 5 113      | Aimée Verbe                    |       | SFIO       |
| Saint-Étienne-de-Montluc     | 3 629      | Auguste Lelord                 |       |            |
| Savenay                      | 3 212      | Arthur Desmas                  |       |            |
| Sion-les-Mines               | 2 543      | Roger Daguin                   |       | Rad.       |
| Trignac                      | 5 336      | Julien Lambot                  |       | SFIO       |
| La Turballe                  | 2 586      | Jules Alexandre Bernard        |       |            |
| Vallet                       | 4 054      | Pierre Huet                    |       |            |
| Varades                      | 2 624      | Ferdinand Douillard            |       |            |
| Vay                          | 2 611      | Prosper Bidaud                 |       |            |
| Vertou                       | 6 877      | Henri Sauvage                  |       |            |
| Vieillevigne                 | 2 561      | Joseph Léchappé                |       |            |